# Candi Staton
Pour les articles homonymes, voir Candi et Staton.
Candi Staton (née Canzetta Maria Staton le 13 mars 1940 à Hanceville, Alabama) est une chanteuse de gospel et soul américaine.

## Biographie
Canzetta Maria Staton a commencé par chanter du gospel puis un mélange de country et de soul pour le label Fame entre 1969 et 1974. Ensuite elle signe chez Warner où elle sortira cinq albums de soul-disco entre 1974 et 1980. Elle est l'exemple même de la chanteuse de soul du Sud, expressive et chantant avec conviction, qui a particulièrement bien su s'adapter au disco. Young hearts run free, sorti en mars 1976 et tiré de l'album homonyme, est son plus gros succès (no 1 R&B, no 20 pop et no 2 anglais). Run to me est un autre extrait de l'album Young hearts run free et évoque d'ailleurs la chanson-titre. Il s'est classé no 20 R&B et est sorti en 12" promotionnel avec la version longue sur chacune des faces.
En 1977 elle sort l'album Music speaks louder than words, dont le single, la reprise des Bee Gees Nights on Broadway, se classe no 6 en Angleterre (juillet 1977). En 1978 elle sort House of love, avec le single Victim, où elle cite d'ailleurs Young hearts run free. Victim a même connu un remix pour les discothèques (disponible sur les deux faces d'un 12" promotionnel) et elle s'est classée no 3 disco et no 17 R&B. Elle est d'ailleurs restée, aux dires de la chanteuse elle-même, sa chanson préférée. Puis Candi Staton lance un album plus directement disco, Chance. Le titre When You Wake Up Tomorrow aura un certain succès, se classant no 13 R&B, et le 12" proposera la version longue de l'album. Il est suivi de Chance/Rock et de I ain't got nowhere to go. Cet album particulièrement apprécié en discothèque sera suivi de Candi Staton en 1980 chez Warner puis de Nitelites (avec le simple Suspicious minds, succès anglais) en 1982 chez Sugarhill.
Par la suite elle enregistrera huit albums de gospel, ne revenant à la musique profane qu'en 1999 — si l'on excepte You got the love, enregistré en 1986 et devenu un hit anglais en 1991 par The Source (en) après que des copies pirates eurent longtemps circulé ici et là. Young hearts run free a aussi été remixée en 1986 et s'est classée no 47 en Angleterre. Puis Staton l'a rechantée en 1999 dans une nouvelle version, disponible sur l'album Outside in, réalisé en Angleterre. Sur cet album réalisé par K-klass on trouve le simple Love on love (coécrit par Boy George et disponible dans de nombreux remixes) ainsi que Bouncing back. En 2000 elle chante I just can’t get to sleep at all puis en 2001 elle fait une tournée en Angleterre avec Shalamar. Le single Hallelujah anyway est un énorme succès en 2012/2013.[réf. nécessaire]

## Discographie

### Singles
- 1979 : Victim[1]

### Albums
- I'm Just a Prisoner (1970)
- Stand By Your Man (1971)
- Candi Staton (1972)
- Candi (1974)
- Young Hearts Run Free (1976)
- Music Speaks Louder Than Words (1977)
- House of Love (1978)
- Chance (1979)
- Candi Staton (1980)
- Nightlites (1982)
- Make Me An Instrument (1983)
- The Anointing (1985)
- Sing A Song (1986)
- Love Lifted Me (1988)
- Stand Up And Be A Witness (1990)
- Standing On The Promises (1991)
- I Give You Praise (1993)
- It's Time (1995)
- Cover Me (1997)
- Outside In (1999)
- Here's a Blessing (2000)
- Christmas In My Heart (2000)
- Glorify (2001)
- Proverbs 31 Woman (2002)
- His Hands (2006)
- The Ultimate Gospel Collection (2006)
- I Will Sing My Praise to You (2008)
- Who's Hurting Now? (Release: spring 2009)
- Life Happens (2014)
- Unstoppable (2018)

### Featurings
- Soundboy Rock de Groove Armada (2007)